# Намбудири
Намбуди́ри (малаял. നമ്പൂതിരി, IAST: nambũdiri) — каста индуистских брахманов в Керале, высшая каста южноиндийского дравидоязычного народа малаяли. Намбудири считаются наиболее ортодоксальными из всех брахманских каст Индии. Намбудири совершают храмовые ритуалы, основываясь на Тантра-виддхи — сложной и древней ветви тантры, которая существует только в Керале. Намбудири также служат главными жрецами во многих известных храмах по всей Индии (например в храме Бадринатха). Намбудири следуют консервативным ритуалистическим традициям шраута и философии мимансы, что отличает их от большинства других индийских брахманов, следующих веданте. Намбудири совершают такие ведийские ритуалы, как агничаяна и агништома, которые уже давно не проводятся другими брахманскими кастами.